# Kuźnica Żerechowska
Kuźnica Żerechowska – wieś w Polsce położona w województwie łódzkim, w powiecie piotrkowskim, w gminie Łęki Szlacheckie.
W latach 1975–1998 miejscowość administracyjnie należała do województwa piotrkowskiego.